# Benchmade

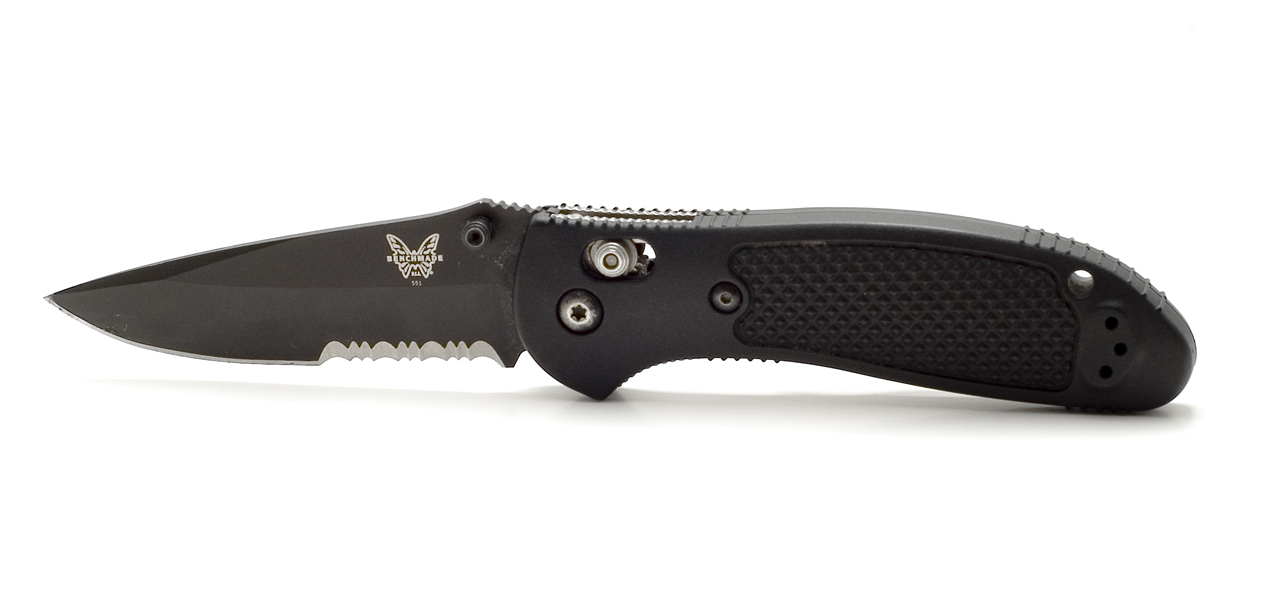
Сouteau Benchmade Griptilian 551SBK

Benchmade Knife Company est un fabricant américain de couteaux.

## Histoire
Fondé en 1988 en Californie, Benchmade débuta par la fabrication de balisongs, ou couteau papillon, commercialisé sous la marque Bali-Song. Le papillon deviendra le logo de la marque.

## Les aciers utilisés
Les lames Benchmade sont réalisées dans les aciers suivants :
- 154CM
- 440C
- AUS8
- D2
- Damas
- N690Co
- S30V
- X15TN
- M4
- 3V
- S90V

## Collaboration
Les couteliers suivants ont collaboré avec Benchmade pour la création de certains modèles de couteaux :
- Allen Elishewitz : 905 Mini Stryker, Stryker, BM690 (première édition)
- Bob Lum : Dejavoo, Chinese
- Doug Ritter : RSK, Mk1, Griptilian
- Ernest Emerson
- Bill McHenry & Jason Williams : Sequel
- Mel Pardue : Griptilian
- Mike Snody : Activator
- Neil Blackwood : Rukus, Skirmish
- Warren Osborne : 940 Osborne